# Sandy Hook (Connecticut)
Pour les articles homonymes, voir Sandy Hook.
Sandy Hook est un village proche de Newtown (Connecticut) ainsi que de Botsford et de Southbury. Il est constitué des quartiers de Berkshire, Riverside, Walnut Tree Hill et Zoar. Sandy Hook a été fondé en 1711.

## Histoire
Le 14 décembre 2012, 28 personnes ont été tuées à l'école primaire de Sandy Hook, 20 enfants et 8 adultes, dont le meurtrier, Adam Peter Lanza, âgé de vingt ans. L'incident est la troisième tuerie en milieu scolaire la plus meurtrière de l'histoire des États-Unis,.